# Дождь, пар и скорость
«Дождь, пар и скорость» (англ. Rain, Steam and Speed — The Great Western Railway) — картина английского художника Уильяма Тёрнера, впервые представленная на выставке в Королевской академии художеств в 1844 году.

## Описание
На картине художник изобразил мчащийся поезд, единственно чётко распознаваемой деталью которого является труба паровоза. Всё остальное тонет и растворяется в золотистом мареве. На картине можно разглядеть опоры моста и лодку с двумя пассажирами. Картина была написана после поездки Тёрнера по Большой западной железной дороге, связывавшей юго-запад Англии, Западные земли и Южный Уэльс с Лондоном. Считается, что на картине изображён железнодорожный мост Мейденхед через Темзу между городками Тэплоу (Taplow) и Мейденхед (Maidenhead). Зрителю представлен вид на восток в сторону Лондона.

## Предыстория
Картина была написана незадолго до конца промышленной революции, которая привела к массовому переходу от аграрной экономики к экономике, в которой доминировало машинное производство в викторианскую эпоху. Железная дорога была одним из самых мощных символов индустриализации, поскольку этот новый вид транспорта сильно повлиял на промышленную и социальную жизнь. Тернер выделялся на фоне других художников своего времени, будто бы опережая их на поколение, поскольку он один из немногих воспринимал индустриальный прогресс как достойную тему для искусства.

## Техника рисования
Тернер часто создавал атмосферную тональность в своих художественных творениях, нанося краску короткими, широкими мазками с грязной палитры на холст и постепенно вырисовывая формы из цветового фона. В центре картины и в правом верхнем углу Тернер использовал густое импасто с помощью мастихина. Чтобы проиллюстрировать дождь, он наносил грязную замазку на холст шпателем, в то время как солнечный свет состоит из толстых, размазанных кусков хромово-желтого. Кроме того, Тернер использовал холодные тона малинового лака для иллюстрации теней, и, хотя огонь в паровой машине кажется красным, он, скорее всего, написан кобальтом и гороховым зеленым.

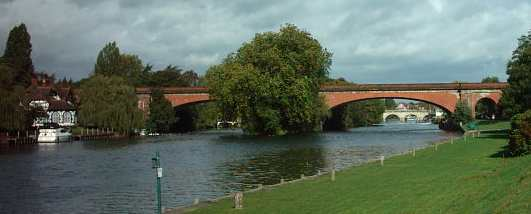
Железнодорожный мост Мейденхед